# Pont-les-Moulins
Pont-les-Moulins – miejscowość i gmina we Francji, w regionie Burgundia-Franche-Comté, w departamencie Doubs.
Według danych na rok 1990 gminę zamieszkiwało 170 osób, a gęstość zaludnienia wynosiła 34 osoby/km² (wśród 1786 gmin Franche-Comté Pont-les-Moulins plasuje się na 574. miejscu pod względem liczby ludności, natomiast pod względem powierzchni na miejscu 805.).